# This Side of Paradise (Ric Ocasek)
| Recensione | Giudizio |
| ---------- | -------- |
| AllMusic   | [ 1 ]    |
| Kerrang!   | [ 2 ]    |

This Side of Paradise è il secondo album da solista di Ric Ocasek, pubblicato nel 1986 dall'etichetta discografica Geffen Records.
Hanno partecipato all'album musicisti come Steve Stevens della band di Billy Idol, Roland Orzabal dei Tears for Fears, Tony Levin e Tom Verlaine dei Television.

## Tracce
Testi e musiche di Ric Ocasek, eccetto dove indicato.
1. Keep on Laughing – 4:36
2. True to You – 3:59
3. Emotion in Motion – 4:40
4. Look in Your Eyes – 6:00
5. Coming for You – 5:34
6. Mystery – 4:20
7. True Love – 4:23
8. P.F.J – 3:39
9. Hello Darkness – 4:52 (Ocasek, G. Hawkes)
10. This Side of Paradise – 8:04

## Curiosità
- Il titolo dell'album deriva indirettamente da un riferimento poetico. This Side of Paradise è il primo romanzo di F. Scott Fitzgerald del 1920, che a sua volta prende il titolo da un verso del poema di Rupert Brooke Tiare Tahiti.

## Formazione
Musicisti
- Ric Ocasek - voce, chitarra, tastiere
- Roland Orzabal - chitarra, cori
- Steve Stevens - chitarra
- Tom Verlaine - chitarra in P.F.J.
- G.E. Smith - chitarra
- Elliot Easton - chitarra solista in True to You
- Tony Levin - basso stick
- Greg Hawkes - basso, tastiere, cori
- Chris Hughes - batteria
- Ben Orr - cori
- Sandy McLelland - cori
- Andy Topeka - synclavier

Tecnici
- Ric Ocasek – produzione
- Chris Hughes – produzione
- Ross Cullum – produzione, ingegneria del suono
- Joe Barbaria – missaggio
- Bob Ludwig – mastering